# Second spring
Second spring is het tweede album van Ian Matthews als soloartiest. Dat het een soloalbum is blijkt uit de productie waarbij duidelijk een onderscheid wordt gemaakt tussen Matthews en Southern Comfort (detail: op de hoes ontbreekt de apostrof als aanduiding van bezit). Ten opzichte van zijn vorig album is alleen nog Huntley over. Steve Barlby, bij vorig album nog producent, coördineerde nu slechts.

## Musici
- Iain Matthews – zang
- Mark Griffiths, Carl Barnwell – gitaar
- Gordon Huntley – pedal steel guitar
- Andy Leigh – basgitaar
- Ray Duffy – slagwerk

met
- Byard Ray, Roger Churchyard – fiddle
- Tom Paley – banjo
- Martin Jenkins – mandoline

## Muziek
| Nr. | Titel                                         | Duur |
| --- | --------------------------------------------- | ---- |
| 1.  | Ballad of Obray Ramsey (Matthews)             | 2:25 |
| 2.  | Moses in the sunshine (Barnwell)              | 6:18 |
| 3.  | Jinkson Johnson (traditional)                 | 5:29 |
| 4.  | The tale of the trial (Matthews)              | 2:42 |
| 5.  | Blood red roses (traditional)                 | 2:27 |
| 6.  | Even as (Barnwell)                            | 2:49 |
| 7.  | D’Arcy Farrow (Tom Campbell, Steve Gilette)   | 3:34 |
| 8.  | Something in the way she moves (James Taylor) | 4:46 |
| 9.  | Southern comfort (Sylvia Fricker)             | 7:47 |